# Dialogue avec mon jardinier
Dialogue avec mon jardinier és una pel·lícula francesa de 2007 dirigida per Jean Becker, amb guió que és una adaptació de la narració epònima d'Henri Cueco, publicada el 2004. Encara que els fets de la novel·la passen a la Corresa, la pel·lícula està rodada al Beaujolais. Musicalment és acompanyada pel segon moviment del Concert per a clarinet (Mozart) i el Va, pensiero. El seu pressupost era de 8,8 milions de dòlars dels EUA.

## Sinopsi
Un pintor torna de París a la seva casa infantil a la França rural. El pintor s'adona que l'hort de la casa, que havia estat impressionant, ha caigut en un desemparament i contracta un jardiner perquè li torni a donar forma. El jardiner que respon és un antic company d'escola. El pintor descobreix el costat bucòlic de la vida i la seva bellesa. Durant els propers mesos, els dos homes diferents es faran amics després de llargues converses. A través dels ulls de l'altra, experimenten el món amb una nova llum. Le rampes estomacals del jardiner són identificades com a càncer i aviat mor. El pintor guarda les visions que el seu amic li ha donat i les comparteix a través d'una exposició d'art.

## Repartiment
- Daniel Auteuil - El pintor "Dupinceau"
- Jean-Pierre Darroussin: El jardiner "Dujardin"
- Fanny Cottençon: Hélène, esposa de "Dupinceau"
- Élodie Navarre: Carole, filla de "Dupinceau"
- Alexia Barlier: Magda
- Hiam Abbass: Esposa de "Dujardin"
- Nicolas Vaude: Jean-Etienne
- Roger Van Hool: Tony

## Nominacions i premis
| Premi o festival  | Categoria                              | Nominats               | Resultat  |
| ----------------- | -------------------------------------- | ---------------------- | --------- |
| Premis César      | Millor actor                           | Jean-Pierre Darroussin | Nominat   |
| XVII Premis Turia | Millor pel·lícula estrangera (lectors) | Pel·lícula             | Guanyador |